# Roeien op de Middellandse Zeespelen 2009
Roeien is een van de sporten die beoefend werden tijdens de Middellandse Zeespelen 2009 in Pescara, Italië. Er waren acht onderdelen: vijf voor mannen, drie voor vrouwen.

## Uitslagen

#### Mannen
| Event             | Goud                                          | Goud    | Zilver                               | Zilver  | Brons                              | Brons   |
| ----------------- | --------------------------------------------- | ------- | ------------------------------------ | ------- | ---------------------------------- | ------- |
| Skiff             | Ioannis Christou                              | 7.03,05 | Mario Vekic                          | 7.05,81 | Romano Battisti                    | 7.12,56 |
| Dubbeltwee        | Julien Bahain en Cedric Berrest               | 6.21,86 | Luka Spik en Jan Spik                | 6.24,41 | Simone Ranieri en Matteo Stefanini | 6.27,83 |
| Twee zonder       | Apostolos Gkountoulas en Nikolaos Gkountoulas | 6.38,42 | Germain Chardin en Dorian Mortelette | 6.39,35 | Goran Jagar en Nikola Stojic       | 6.41,22 |
| Lichte dubbeltwee | Jeremie Azou en Frederic Dufour               | 6.28,36 | Elia Luini en Marcello Miani         | 6.31,04 | Matevz Malesic en Jure Cvet        | 6.34,86 |
| Lichte skiff      | Vasileios Polymeros                           | 7.02,85 | Lorenzo Bertini                      | 7.06,42 | Maxime Goisset                     | 7.10,94 |

#### Vrouwen
| Event             | Goud                                             | Goud    | Zilver                        | Zilver  | Brons                         | Brons   |
| ----------------- | ------------------------------------------------ | ------- | ----------------------------- | ------- | ----------------------------- | ------- |
| Skiff             | Nuria Dominguez Asensio                          | 7.53,46 | Elisabetta Sancassani         | 7.57,00 | Marion Rialet                 | 8.12,48 |
| Lichte dubbeltwee | Christina Giazitzidou en Triantafyllia Kalampoka | 7.12,63 | Elise Maurin en Coralie Simon | 7.17,84 | Erika Mai en Carola Tomboloni | 7.28,65 |
| Lichte skiff      | Alexandra Tsiavou                                | 7.50,81 | Laura Milani                  | 7.52,84 | Mirna Rajle Brodanac          | 7.53,84 |

## Medaillespiegel
| Plaats | Land        | Goud | Zilver | Brons | Totaal |
| 1      | Griekenland | 5    | 0      | 0     | 5      |
| 2      | Frankrijk   | 2    | 2      | 2     | 6      |
| 3      | Spanje      | 1    | 0      | 0     | 1      |
| 4      | Italië      | 0    | 4      | 3     | 7      |
| 5      | Slovenië    | 0    | 1      | 1     | 2      |
| 5      | Kroatië     | 0    | 1      | 1     | 2      |
| 7      | Servië      | 0    | 0      | 1     | 1      |
| Totaal | Totaal      | 8    | 8      | 8     | 24     |

1951 · 1955 · 1963 · 1979 · 1991 · 1993 · 1997 · 2001 · 2005 · 2009 · 2013 · 2018
Atletiek · Basketbal · Bocce · Boksen · Gewichtheffen · Golf · Gymnastiek · Handbal · Judo · Kanovaren · Karate · Paardensport · Roeien · Schermen · Schietsport · Tafeltennis · Tennis · Voetbal · Volleybal · Waterpolo · Waterskiën · Wielersport · Worstelen · Zeilen · Zwemmen